# Никола Рашев
Никола Драганов Рашев е български електроинженер, стопански деятел и рационализатор, въздържател, есперантист.

## Ранни години
Никола Рашев е роден на 27.10.1904 г. в малкото балканско селище Бялковци, тогава махала на с. Беброво, Великотърновско.
Баща му, Драган Рашев, е малоимотен селянин, един от основателите на земеделската дружба в Бебровска община. През пролетта на 1923 г. Драган Рашев е избран за народен представител от БЗНС и остава такъв до Деветоюнския преврат.
Никола Рашев учи в с. Беброво и гр. Елена. През 1922 постъпва в Държавното телеграфо-пощенско училище в София и през 1926 г. получава диплома за среден техник. Членува във въздържателно дружество, усилено изучава есперанто. Назначен е на работа като телеграфист в телеграфопощенската станция в гр. Дряново, по-късно става началник на станцията в с. Караисен, Свищовско.
През 1927 г. е преместен в телеграфо-пощенската станция на Бургас. Там той работи до края на октомври 1929 г., когато решава да замине за Франция с цел да работи и следва (тогава в България все още няма висши технически училища). Тъй като не разполага с парични средства и знае само есперанто, още с пристигането си в гр. Гренобъл започва да учи френски, работи като шлосер във фабрика за плугове, след това като монтьор на електроинсталации и далекопроводи. Припечелената за около година сума не е достатъчна да следва във Франция, но с нея може, макар и оскъдно, да се издържа една година като студент в Чехословакия.
През октомври 1930 г. Никола Рашев се записва в Немското висше техническо училище в гр. Бърно (Deutsche Technische Hochschule Brünn). След първата си студентска година той намира близки и познати в България, които го подпомагат със заеми, за да може да продължи следването си.
През 1933/1934 г. е председател на дружеството на БОНСС в Бърно. Сътрудничи на Стоян Караджов (деец на БКП), пренася нелегални материали в България. Води активна кореспонденция с есперантисти от СССР. През май 1934 г. полицията разтурва дружеството.
Дипломата си на електроинженер получава през 1935 г.

## Трудова дейност
През май 1936 г. е назначен за механик в радиотелеграфната станция в София. По-късно преминава на работа в Телефонната станция, където работи като главен техник в едни от първите автоматични телефонни централи (АТЦ) в страната – „Червен кръст“ и „Лъвов мост“ (дотогава телефонните централи са били тип „номератори“, т.е. с ръчно обслужване от телефонистки).
Въвеждането на автоматичната телефония в България започва през 30-те години на 20 век. Немски специалисти монтират АТЦ на фирмата Siemens & Halske отначало в Стара Загора (1935 г. – 600 номера), после във Варна и Русе (също 1935 г., по 1000 номера). Първата АТЦ в София („Лъвов мост“ – 2000 номера) е пусната в експлоатация на 14 юни 1936 г., после следват Габрово, Бургас, В. Търново. След 1938 г. водещ от българска страна е инж. Никола Рашев. Благодарение на добрата си предварителна подготовка и владеенето на немски език той успява отлично да усвои техническото устройство на внедряваните АТЦ. Така той става може би най-добрият специалист в България в областта на автоматичните телефонни централи от декадно-стъпковата система А-29.
Предстои пускането в експлоатация на нови АТЦ в страната и се налага да бъдат подготвени много техници. За целта се устройват курсове с участници от цялата страна. За лектор и ръководител на тези курсове е определен инж. Рашев. Неговите курсисти усвояват отлично АТЦ и много от тях от своя страна подготвят кадри за поддържането на централите по места. Така, около 1940 година, в страната вече има значителен брой добре подготвени кадри и новата техника се експлоатира успешно.
От 1938 г. Никола Рашев е началник на автоматичните телефонни централи при Софийската централна телефонна станция. По това време възниква необходимост от нова сграда на тази служба – т. нар. Телефонна палата. Телефонната палата в София е изградена по проект на арх. Станчо Белковски и Борис Йолов. Строежът ѝ започва през 1938 – 1939 г. от източната част и е окончателно завършен едва през 1949 г. Това е първата сграда на телефонна палата, построена в страната. По-късно такива сгради са построени и в други големи градове на България. Инж. Рашев отговаря за техническото съоръжаване на столичната Телефонна палата.
При бомбардировките на София през 1943 – 44 г. телефонните съобщения в столицата са силно засегнати. На 09.09.1944 новото правителство заварва в София само една временна градска ръчна телефонна централа с около 180 поста и също временна междуградска централа за няколко линии до по-големите градове. Ръчната телефонна централа в центъра с 8000 номера, междуградската и международната централа, високочестотните уредби, автоматичната централа „Лъвов мост“ с 3000 номера, „Червен кръст“ с 2500 номера и цялата подземна и надземна кабелна и въздушна мрежа са тежко повредени и извадени от действие. Задачата в най-кратък срок да се възстановят телефонните съобщения в столицата е възложена на Рашев. За непродължително време, заедно с възстановяването на телефонната мрежа, влизат в строя междуградската телефонна станция, ръчната телефонна централа, полуразрушената АТЦ „Лъвов мост“. Монтира се новата централа „Червен кръст“, довършва се монтажът на АТЦ „Лозенец“ и други.
През 1947 г. Рашев ръководи монтажа на новата междуградска телефонна станция в Телефонната палата, извършен срочно и успешно само от български техници. Едновременно с това в Телефонната палата се преместват и високочестотните уредби, намирали се в други сгради.
През 1948 г. Рашев води преговорите с чешката компания „TESLA“ за доставката и монтажа на АТЦ за 25 000 номера за центъра на София (на мястото на ръчната централа). За тази централа се полага кабелна мрежа само с местни кадри (дотогава само чужденци са доставяли и монтирали кабелите). Превключването на 8000 номера от ръчната към автоматичната централа се ръководи от инж. Рашев и завършва успешно през август 1949 г. Междувременно, през 1948 г. той е лектор по АТЦ в Полувисшия институт по съобщенията (днес – Колеж по телекомуникации и пощи).
Никола Рашев служи 23 години като ръководител на автоматичните телефонни централи в София до 1961 г. (включително и на междуградската телефонна централа до 1951 г.)

## Трудови отличия
За изтъкнати трудови успехи в дългогодишната си работа в областта на автоматичната телефония и за рационализаторската си дейност в тази област, през 1952 г. инж. Рашев е удостоен с Димитровска награда. По-късно е награден и с почетната значка на Министерството на съобщенията, с орден „Червено знаме на труда“ (1954 г.), удостоен е със званието „Почетен работник на съобщенията“ (1959 г.).
От 1961 г. инж. Рашев преминава на работа към Комитета по машиностроене при Министерския съвет. Там е награждаван като отличник и заслужил деятел на радиоелектронната и съобщителна промишленост.

## Обществена дейност
Инж. Никола Рашев става член на Българското инженерно-архитектурно дружество (БИАД) през 1936 г. Той е активен деятел на научно-техническото движение – член е на централното ръководство на НТС в продължение на повече от 25 години (до 1977 г.). За непрекъснатата му и активна дейност в НТС е награден през 1965 г. със Съюзна златна значка, през 1972 г. е удостоен със званието "Заслужил деятел на НТС”, а през 1977 г. – с най-високата съюзна награда – „Почетен член на НТС“.
Инж. Никола Рашев е бил два мандата градски съветник при Софийския градски народен съвет, член на постоянната комисия по транспорт и съобщения при Столичния общински съвет.
Инж. Рашев дълги години е член на Български есперантски съюз, сътрудничи на есперантското списание "La Interligilo de l' PTT”, орган на Международния пощенски и далекосъобщителен есперантски съюз.